# 式年祭
式年祭（しきねんさい）は、決められた期間ごとに行われる祭祀のことであり、神社の祭礼や祖先祭祀において見られる祭祀形態である。
由緒ある神社の一部では、定まった年ごとに行われる祭祀がある。例えば、鹿島神宮、香取神宮では12年ごとの午の年に、盛大な神幸祭を行うこととなっている。また、諏訪大社でも7年ごと（開催年を1年と数えるため実際の周期は6年）の寅もしくは申の年に御柱祭が行われることは有名である。これらの祭りは毎年行われる祭り（例祭）よりも大規模であることが多く、重視されている祭りといえる。
神社には、一定の年ごとに社殿の建て直し（式年遷宮）をするところがみられるが、社殿の建て直し自体が祭祀の一環だという見方をしたとき、これも式年祭の一種と言える。最も有名なのは伊勢神宮式年遷宮で、20年ごとに全ての社殿を建て直し、大規模な祭礼を行うことになっている。あまり注目されないが、諏訪大社の御柱祭もその儀礼の中には社殿の建て直しが含まれており、御柱祭も式年遷宮に含めることができる。なお、式年祭は大社に限らず、氏神レベルでの神社においても、その神社独自の由緒に基づいて、式年祭を行っているところがある。
一方、祖先祭祀においても、決められた年ごとに祭祀を行うことが多い。一般に仏教行事として行われる年忌では、一周忌・三回忌・七回忌・十三回忌・十七回忌・二十三回忌などと特定の年（等間隔ではない）に、通常の祭祀とは違った特別な祭祀が行われる。
宮中祭祀における式年は、3年・5年・10年・20年・30年・40年・50年・以後100年ごとと規定され、祖先祭祀に関するものにおいて式年の大祭と小祭が神式で行われている。
人物を祀る日光東照宮や北野天満宮では50年ごとに大祭が行われており、これは両者の結合ともいうことができるかもしれない。

## 主な式年祭
- 鹿島神宮：御船祭
- 香取神宮：神幸祭
- 諏訪大社：御柱祭
- 伊勢神宮：神宮式年遷宮
- 北野天満宮：大萬燈祭
- 日光東照宮：式年祭
- 戸隠神社：式年大祭
- 香椎宮：臨時奉幣祭
- 宇佐神宮：臨時奉幣祭

### 宮中祭祀の式年祭
大祭
- 先帝以前3代の式年祭
- 先后の式年祭
- 皇妣たる皇后の式年祭

小祭
- 綏靖天皇以下先帝以前4代に至る歴代天皇の式年祭